# Morunasaurus groi
Morunasaurus groi är en ödleart som beskrevs av Dunn 1933. Morunasaurus groi ingår i släktet Morunasaurus och familjen Hoplocercidae. Inga underarter finns listade i Catalogue of Life.
Arten förekommer i låga bergstrakter i norra Colombia och Panama mellan 700 och 850 meter över havet. Honor lägger ägg. Beståndet är delad i flera från varandra skilda populationer. Individerna lever i fuktiga skogar nära vattendrag. De gömmer sig i bergssprickor eller i jordhålor.
Beståndet hotas av skogsröjningar. En population lever i Altos de Campana nationalpark. IUCN listar arten som starkt hotad (EN).